# Георги Икономов (лекар)
 Тази статия е за лекаря.  За други личности със същото име вижте Георги Икономов.  
Георги Кирилов Икономов е български лекар, кандидат на медицинските науки (1968), майстор на спорта по туризъм (1958), спелеолог, член на Съюза на научните работници (1958), пътешественик, журналист и общественик, основател на българската „нептунова поща“.

## Биография
Д-р Георги Икономов е роден е на 7 март 1923 г. в Кюстендил. Завършва медицина в София (1947). През 1952 г. създава физкултурен диспансер в гр.Русе към ОК на БСФС. През 1956 г. открива първият пещерен санаториум в пещера „Орлова чука“, за лечение на астматично болни. През 1958 г. става майстор на спорта по туризъм.
Има приноси в няколко области на медицината. научните му изследвания с приносен характер са главно в областта на гемелологията (наука за близнаците). Инициатор е на Първия международен симпозиум по гемелология, проведен в Рим през 1969 г. Там получава най-голямата награда на Института по генетика и гемелология „Григор Мендел“. Световно признат специалист е в областта на спелеотерапията (пещерното лечение) и терапия-субтуранея (подземното лечение) на бронхиалната астма (1952). Организатор на пещерен санаториум за деца в Хомбасецката пещера в Чехословакия (1968) За разработките му в тази област през 1969 г. Ягелонският университет в Полша го удостоява с медала „Анджей Снядецки“. Създава в България пещерните санаториуми Магура I и II (1971 и 1973).
Като рентгенолог-антрополог въвежда в България палеопатологията (наука за болестите на хората от древността). От 1978 г. се занимава с ихтиорентгенология.
В областта на спортната медицина изследва микротравматизма при различни спортове (1952).
Основател на първия картинг-клуб в България при МК-Кремиковци (1963).
Основател е на българската „нептунова поща“ и за постиженията си в нея през 1996 г. е включен в Книгата на рекордите „Гинес“.
Интересът на д-р Георги Икономов към „бутилковата поща“ се заражда още в детските му години. Първата си „бутилка с писмо“ пуска в река Струма. Като участъков и военен лекар прави това и в реките Места, Вит, Марица, Тунджа. Като спортен лекар в Русе пуска бутилки в река Дунав.
Своя дебют в световната „нептуновата поща“ прави през 1978 г., като корабен лекар на траулера „Физалия“. Д-р Икономов прави следните пътувания по море, при които пуска бутилкова поща:
- 1978 – осъществена е първата позивна серия „Ф-СЗА-78“ (111 бутилки) на траулера „Физалия“ в Северозападния Атлантик в териториалните води на САЩ и Канада
- 1979 – От траулера „Офелия“ е пусната втората серия „О-СИА-79“ (111 бутилки) край Британските острови и Ирландия в Североизточния Атлантик
- 1980 – изпратена е третата позивна серия „П-СЛО-80“ (111 бутилки) с траулера „Пингвин“ в Северния ледовит океан
- 1982 – 1983 – с танкера „Камчия“ в Средиземно море в териториалните води на Африка и Европа с позивна серия „К-СМАК-82/83“ са пуснати 11 111 бутилки
- 1987 – осъществена е серия „Л-ЧМ-87“ с 555 бутилки по 5 маршрута с пасажерския кораб „Латвия“ в Черно море
- 1988 – пуснати са 55 бутилки около остров Куба с катера „Л-123-5“ и 111 бутилки в Дунав на път за Синая в Румъния по време на „Автопоход на мира“
- 1989 – следва серия с 333 бутилки по река Днепър с кораба „Маршал Кошевой“, 33 бутилки в 3 реки на Северна Корея, 222 бутилки в Дунав и Днепър от Русе до Киев и 77 бутилки в реките Вит, Искър, Марица, Огоста, Росица, Тунджа, Янтра
- 1992 – с позивна серия „А-СОА-92“ са хвърлени по 22 бутилки в 2 езера, 2 морета и 2 реки в България, Гърция и Северна Македония

В чест на 1300-годишнината от създаването на българската държава д-р Икономов само за един месец (август) хвърля в океана 1300 бутилки, а за една година – 11 111 бутилки, с което надминава четири пъти дотогавашния световен рекорд на д-р Тайти от Шотландия. Следват „нептунови пощи“ в Черно и Бяло море, край бреговете на Куба, в Жълто море и севернокорейските реки Тедонган, Чънгънган и Амнокган.
През септември 1996 г. д-р Икономов получава едно изключително признание. Издателството на Книгата на рекордите „Гинес“ му изпраща цветна диплома, която удостоверява, че е включен в Книгата за 1997 г. на 17-а страница под № 212097. По този повод заедно с дъщеря си Анета, преподавателка в Държавния университет в Богота и в колумбийския институт „Карл и Куерло“, организират продължителна експедиция по долината на река Амазонка. Заедно с южноамериканските си колеги хвърлят в Амазонка 777 бутилки. Посланието, поставено в тях, призовава за мир между хората на Земята, за чисти води и за хармония между всички религии.
22 222 бутилки-послания е хвърлил в Световния океан създателят на българската „нептунова поща“.
Д-р Георги Икономов е и журналист по проблемите и постиженията на хуманитарните науки с над 1150 публикации, владее английски, немски, френски, полски и турски езици. Автор е на повече от 400 научни публикации и над 600 научнопопулярни статии. направил е 32 научнопопулярни филма с медицинска и спортна тематика. Автор е на първата карта на пещерите в България (1958).
Член на Световната федерация по спортна медицина (1953), на международния съюз по спелеология (1958), на Световната асоциация по гемелология (1959). Носител на ордените „Орден на труда“, сребърен (1947) и „Кирил и Методий“ I степен (1983), и на медалите „Анджей Снядецки“ (1969) и „Николай Коперник“ (1973) на Полската АН. Почетен гражданин на град Синтра, Португалия, Кюстендил (2003), Русе (2006) и София.
Георги Икономов умира на 27 юли 2015 г. в София.